# Cison di Valmarino
Cison di Valmarino es una localidad y comune italiana de la provincia de Treviso, región de Véneto, con 2.553 habitantes.

## Evolución demográfica
| Gráfica de evolución demográfica de Cison di Valmarino entre 1861 y 2001 |
|                                                                          |
| Fuente ISTAT - elaboración gráfica de Wikipedia                          |